# Festigkeitsberechnung
Festigkeitsberechnungen gehören in das Teilgebiet der Festigkeitslehre (innerhalb der Technischen Mechanik) und werden an
- einfachen Probekörpern (z. B. Stäben),
- Balken,
- Stabtragwerken,
- Fachwerken,
- Platten,
- Membranen aber auch
- komplexen mechanischen Konstruktionen

durchgeführt.
Festigkeitsberechnungen sollen stark und schwach beanspruchte Teile einer Konstruktion identifizieren helfen und führen damit zur Optimierung von Bauteilen. Gleichzeitig dienen sie als rechnerischer Nachweis der Sicherheit einer Konstruktion. Als Methode für Festigkeitsberechnungen eignen sich:
- Graphische Verfahren (z. B. Seileckverfahren, Cremonaplan)
- Analytischer Ansatz (z. B. Bernoulli-Balken, Rittersches Schnittverfahren)
- Numerische Verfahren (z. B. Finite-Elemente-Methode (FEM))